# Список глав государств в 125 году до н. э.
| 126 до н. э. ← Список глав государств по годам → 124 до н. э. |

## Азия
- Анурадхапура — Саддха Тисса, царь (137 до н. э. — 119 до н. э.)
- Армения Великая — Артавазд I, царь (160 до н. э. — 115 до н. э.)
- Вифиния — Никомед III Эвергет, царь (127 до н. э. — 94 до н. э.)
- Иберия — Мириан I, царь  (159 до н. э. — 109 до н. э.)
- Индо-греческое царство:
  - Агафоклея, царица-регент (от Гандхары/Западного Пенджаба до Матхура)  (130 до н. э. — 125 до н. э.)
  - Стратон I, царь (от Гандхары/Западного Пенджаба до Матхура)  (125 до н. э. — 100 до н. э.)
  - Гелиокл II , царь (от Гандхары/Западного Пенджаба до Матхура)  (125 до н. э. — 110 до н. э.)
  - Зоил I, царь (в Паропамисадах, Арахозии и Гандхаре)  (130 до н. э. — 120 до н. э.)
- Иудея — Иоанн Гиркан I, этнарх  (134 до н. э. — 104 до н. э.)
- Каппадокия — Ариарат VI Эпифан Филопатор, царь (130 до н. э. — 116 до н. э.)
- Китай (Династия Хань) — У-ди (Лю Чэ), император  (141 до н. э. — 87 до н. э.)
- Коммагена — Сам II,  царь (130 до н. э. — 109 до н. э.)
- Корея:
  - Махан — Маён, вождь (144 до н. э. — 113 до н. э.)
  - Пуё — Кохэса, тхандже (170 до н. э. — 121 до н. э.)
- Намвьет:
  - Чьеу Мат, император (137 до н. э. — 125 до н. э.)
  - Чьеу Ань Тэ, император (125 до н. э. — 113 до н. э.)
- Осроена — Абду бар Мазур, царь (127 до н. э. — 120 до н. э.)
- Парфия — Артабан II, царь (127 до н. э. — 124 до н. э.)
- Понтийское царство — Митридат V Эвергет, царь (150 до н. э. — 120 до н. э.)
- Сабейское царство — Ярим Эймин, царь (145 до н. э. — 115 до н. э.)
- Сатавахана — Сатакарни II, махараджа (134 до н. э. — 78 до н. э.)
- Селевкидов государство (Сирия):
  - Селевк V Филометор, царь (126 до н. э. — 125 до н. э.)
  - Александр II Забина, царь (126 до н. э. — 123 до н. э.)
  - Антиох VIII Грип, царь (125 до н. э. — 96 до н. э.)
- Харакена — Гиспаосин,  царь (ок. 127 до н. э. — 124 до н. э.)
- Хунну — Ичжисе, шаньюй (126 до н. э. — 114 до н. э.)
- Шунга — Васумитра, император (131 до н. э. — 124 до н. э.)
- Япония — Кайка, тэнно (император) (158 до н. э. — 98 до н. э.)

## Африка
- Египет — Птолемей VIII Эвергет, царь (144 до н. э. — 116 до н. э.)
- Нумидия — Миципса, царь (148 до н. э. — 118 до н. э.)

## Европа
- Боспорское царство:
  - Перисад V, царь (ок. 150 до н. э. — 125 до н. э.)
  - Перисад V, царь (125 до н. э. — 109 до н. э.)
- Ирландия — Эоху Айрем, верховный король (131 до н. э. — 116 до н. э.)[1]
- Одрисское царство (Фракия) — Бифис, царь (167 до н. э. — 120 до н. э.)
- Римская республика:
  - Марк Плавтий Гипсей, консул (125 до н. э.)
  - Марк Фульвий Флакк, консул (125 до н. э.)

## Галерея

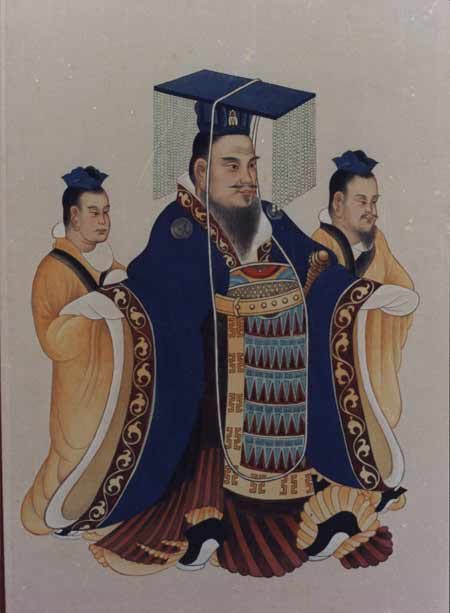
У-ди 141 до н.э.— 87 до н.э. Император Китая
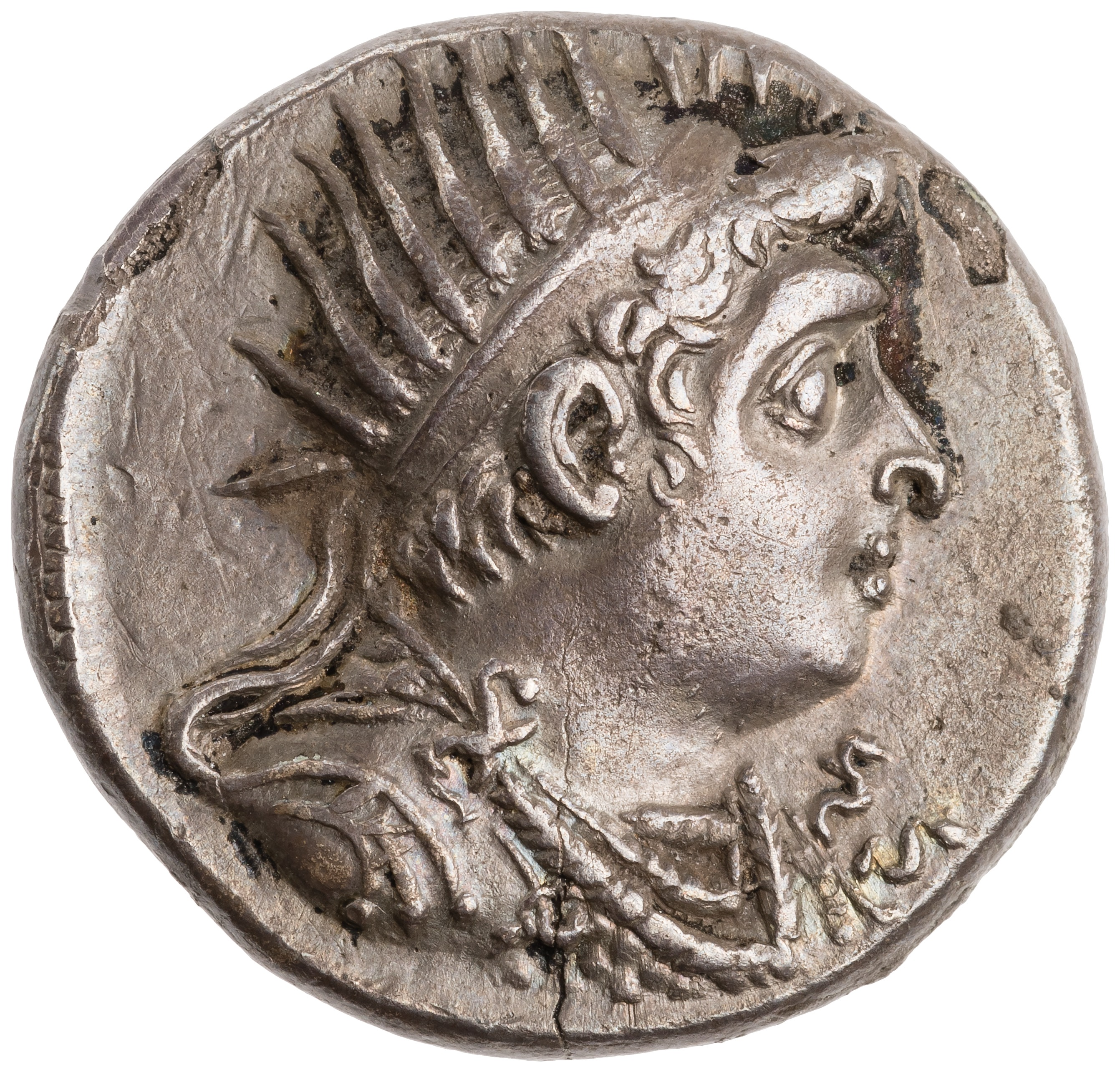
Птолемей VIII Эвергет 144 до н.э.— 116 до н.э. Царь Египта
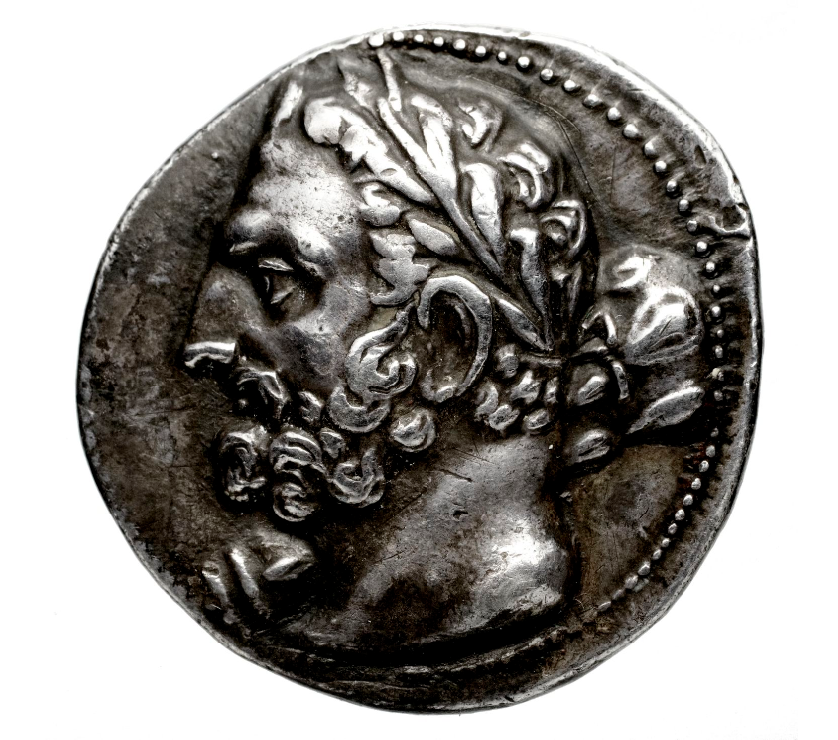
Миципса 148 до н.э.— 118 до н.э. Царь Нумидии
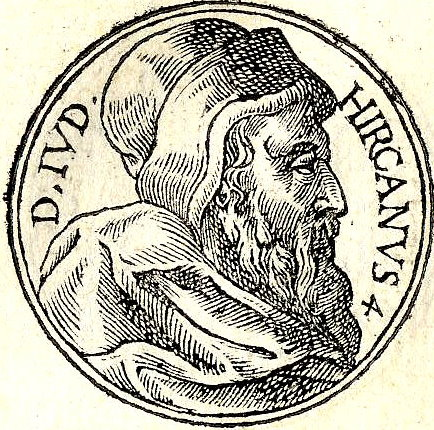
Иоанн Гиркан I 134 до н.э.— 104 до н.э. Этнарх Иудеи
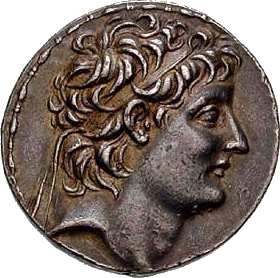
Александр II Забина 126 до н.э.— 123 до н.э. Царь Сирии
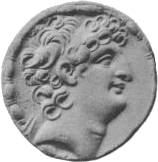
Антиох VII Грип 125 до н.э.— 96 до н.э. Царь Сирии
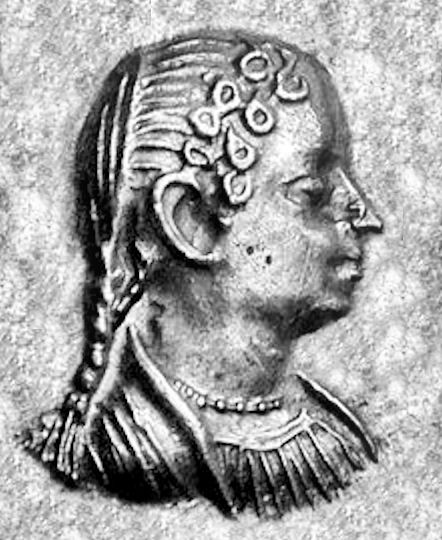
Агафоклея 130 до н.э.—125 до н.э. Индо-греческая царица
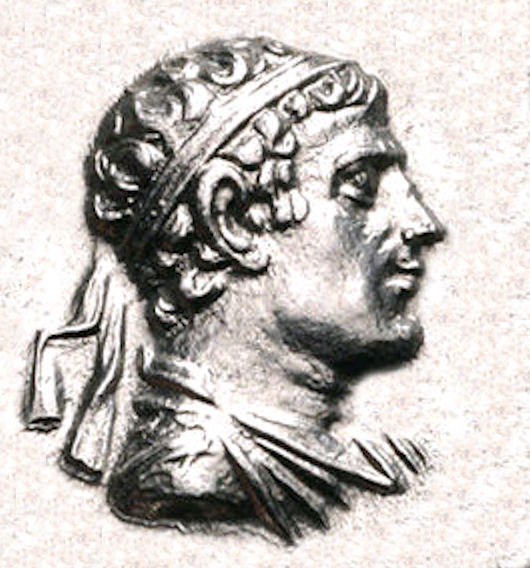
Зоил I 130 до н.э.—120 до н.э. Индо-греческий царь
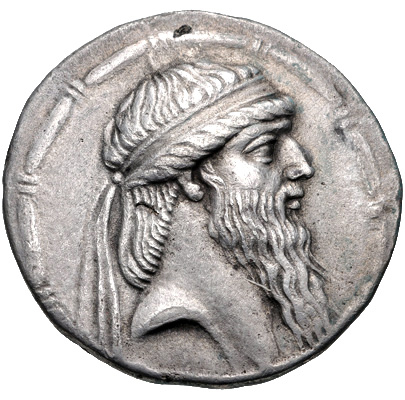
Артабан II 127 до н.э.—124 до н.э. Царь Парфии
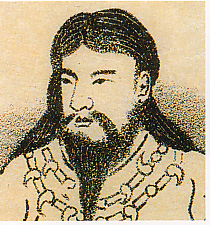
Кайка 158 до н.э.—98 до н.э. Император Японии